# Portulacaria armiana
Portulacaria armiana és una espècie de plantes amb flors que pertany a la família de les didiereàcies.

## Descripció
Portulacaria armiana creix com un subarbust de 50 a 70 cm d'alçada amb una escorça està pelada i és de color marró groguenc. El petit tronc fa els 3,5 cm de diàmetre. Les fulles suculentes fan entre 3 a 7 cm de llargada i entre 3 a 3,5 cm d'amplada, són de color verd grisós de 9 a 12 mm de gruix i els brots es troben en una tija de 2 a 5 mm de llargada, d'obovades a ovades. La base de la fulla té forma de falca, la punta de la fulla arrodonida i la vora lleugerament ondulada.
La inflorescència dreta que pot arribar a fer entre 3 a 5 metres (de vegades fins a 8 metres) d'altura i té moltes branques delicades que apunten cap amunt. Aquests fan de 5 a 10 cm i estan coberts de grans bràctees de 3 × 1,4 cm. Es formen sèpals de 5 mm de llargada sobre les flors blanques. Els cinc pètals són allargats i fan entre 2,5 i 3 mm de llargada.

## Distribució
Portulacaria armiana està molt estesa al sud de Namíbia i a la província sud-africana del Cap Septentrional, molt localment sobre roques de granit prop del riu Orange.

## Taxonomia
La primera descripció de Portulacaria armiana va tenir lloc el 1984 per Ernst Jacobus van Jaarsveld i publicat a Journal of South African Botany 50(3): 393 (1984).
Etimologia
Portulacaria: gènere que va ser dedicat a l'explorador francès François Alluaud (1861-1949).
armiana: epítet en honor del seu descrobridor Anthony R. Mitchell.